# Станке Лисичков
Станке Иванов Лисичков с прякор Стоманата е участник в Съпротивителното движение по време на Втората световна война, деец на Българската комунистическа партия.

## Биография
Станке Лисичков е роден в 1913 година в Долната махала на горноджумайското село Логодаж. Завършва основното училище в Логодаж, а после учи в гимназията „Св. св. Кирил и Методий“ в Горна Джумая, където се повлиява от комунистическите идеи. В 1936 година става член на околийския комитет на Работническия младежки съюз. Арестуван от полицията, Лисичков напуска гиманизията. В 1935 година става член на околийския комитет на БКП, а от 1937 година е секретар на околийския комитет и член на окръжния. През юни 1941 година, след решението на ЦК на БКП за въоръжена борба, става нелегален. Член е на Горноджумайската чета. Заловен е през февруари 1942 година и през май е осъден на смърт и обесен заедно с Гроздан Николов и Владо Чимев в Горна Джумая.
В 1955 година Долната махала на Логодаж е обявена за отделно село и прекръстена на Станке Лисичково, по името на Лисичков. В 1959 година двете махали са отново обединени под името Станке Лисичково. В 1993 година историческото име на селището е възстановено.